# Museu Madi
O Museu Madi é um museu brasileiro localizado na cidade de Sobral, no Ceará.
O primeiro Museu Madi brasileiro fica às margens do rio Acaraú. Cerca de setenta obras doadas por artistas do mundo inteiro, pertencentes ao movimento, compõem o acervo. São esculturas, pinturas e desenhos, cujo valor gira em torno de três milhões de reais. Criado pelo artista plástico uruguaio Carmelo Arden Quin em meados de 1940, na Argentina, o Madi desconstruiu a forma tradicional da arte geométrica, fazendo-a sair dos ângulos retos. Madi significa movimento, abstração, dimensão e invenção.
A doação das obras foi acertada no dia 17 de abril de 2004, quando uma comissão formada pelo ex-reitor da Universidade Estadual Vale do Acaraú, José Teodoro Soares, pelo secretário da Cultura de Sobral, Clodoveu Arruda e pelo artista plástico José Guedes, esteve em Paris com o mentor do movimento, Arden Quin.
O museu foi inaugurado em 5 de julho de 2005, a administração do museu está a cargo de uma parceria entre a Prefeitura Municipal de Sobral e a Universidade Estadual Vale do Acaraú. Os artistas plásticos José Guedes, que já foi curador de exposições do movimento Madi e Roberto Galvão, curador do Salão Sobral de Arte Contemporânea, compõem o núcleo gestor do museu.
O secretário de Desenvolvimento da Cultura e do Turismo Clodoveu Arruda, disse que a ideia inicial era criar uma sala Madi, em Sobral. O desejo surgiu em 2004, durante a mostra Linha da Ribeira, que reuniu alguns trabalhos de artista do movimento às margens do rio Acaraú, logo após essa mostra a ideia de um simples sala evoluiu para o Museu Madi.